# Vuollerims församling
Vuollerims församling var en församling i Luleå stift och i Jokkmokks kommun i Norrbottens län. Församlingen uppgick 2006 i Jokkmokks församling.

## Administrativ historik
Församlingen bildades 1962 genom en utbrytning av Vuollerims kyrkobokföringsdistrikt ur Jokkmokks församling och utgjorde därefter till 2006 ett eget pastorat. 2006 återgick församlingen till Jokkmokks församling.
När Vuollerims församling bildades hade den 3 698 invånare och omfattade en landareal av 1 688,20 kvadratkilometer.

## Areal
Vuollerims församling omfattade den 1 januari 1976 en areal av 1 765,2 kvadratkilometer, varav 1 688,2 kvadratkilometer land.

## Befolkningsutveckling
| Befolkningsutvecklingen i Vuollerims församling 1960–2000 | Befolkningsutvecklingen i Vuollerims församling 1960–2000 | Befolkningsutvecklingen i Vuollerims församling 1960–2000 | Befolkningsutvecklingen i Vuollerims församling 1960–2000 | Befolkningsutvecklingen i Vuollerims församling 1960–2000 |
| --- | --------------------------------------------------------- | --------------------------------------------------------- | --------------------------------------------------------- | --------------------------------------------------------- |
| |                                                           |                                                           |                                                           |                                                           |
| År |                                                           |                                                           | Folkmängd                                                 |                                                           |
| 1960 | 1960                                                      |                                                           | 3 533                                                     |                                                           |
| 1965 | 1965                                                      |                                                           | 3 080                                                     |                                                           |
| 1970 | 1970                                                      |                                                           | 2 320                                                     |                                                           |
| 1975 | 1975                                                      |                                                           | 2 008                                                     |                                                           |
| 1980 | 1980                                                      |                                                           | 1 897                                                     |                                                           |
| 1985 | 1985                                                      |                                                           | 1 690                                                     |                                                           |
| 1990 | 1990                                                      |                                                           | 1 611                                                     |                                                           |
| 1995 | 1995                                                      |                                                           | 1 469                                                     |                                                           |
| 2000 | 2000                                                      |                                                           | 1 296                                                     |                                                           |
| Anm: Siffrorna före 1962 avser Vuollerim kyrkobokföringsdistrikt, som var del av Jokkmokks församling. 1960-1970 avser befolkning enligt folkräkning den 1 november enligt den administrativa indelningen den 1 januari följande år. För åren 1975-2000: befolkning 31 december enligt den administrativa indelningen den 1 januari följande år. |                                                           |                                                           |                                                           |                                                           |

## Kyrkor
- Vuollerims kyrka

## Series pastorum
- 1962–1971: Rune Klingert

## Om området som utgjorde församlingen
Vuollerims församling låg i sydöstra delen Jokkmokks socken och kommun och hade östgräns mot Gällivare församling (Gällivare kommun) och sydostgräns mot Edefors församling (Bodens kommun).
Stora och Lilla Luleälv möts i den tidigare församlingen, vars kyrkort var Vuollerim. Näst största ort är Murjek vid Malmbanan i den tidigare församlingens östra del.
Den tidigare församlingen genomkorsas av riksväg 97 (Boden-Jokkmokk).
Vuollerimboplatsen vid Älvnäset vittnar om att platsen har varit bebodd sedan stenåldern. I Vuollerims omgivning finns ytterligare boplatser och fångstgropar från stenåldern, liksom härdar från senare perioders samiska kultur.
Ortnamnet som på lulesamiska lyder Vuolleriebme, härleds från vuolle- = "nedre" samt riebme, vilket syftar på en plats i en älv där vattnet strömmar snabbt, dock utan att forsa.